# Apeadero Don Roberto
Apeadero Don Roberto es una estación de ferrocarril ubicada en las afueras de la localidad de El Redomón en el Departamento Concordia, Provincia de Entre Ríos, República Argentina.

## Servicios
Pertenece al Ferrocarril General Urquiza, en el ramal que une las estaciones de Concordia Central, y Federal.

## Ubicación
Se encuentra ubicada entre las estaciones Los Charrúas y El Redomón.